# Corrientes Aero.
Corrientes Aero. är en flygplats i Argentina. Den ligger i den nordöstra delen av landet, 800 km norr om huvudstaden Buenos Aires. Corrientes Aero. ligger 61 meter över havet.
Terrängen runt Corrientes Aero. är mycket platt. Runt Corrientes Aero. är det tätbefolkat, med 683 invånare per kvadratkilometer.. Närmaste större samhälle är Corrientes, 8,1 km sydväst om Corrientes Aero.. 
Trakten runt Corrientes Aero. består huvudsakligen av våtmarker.